# Luchthaven Berezniki
Luchthaven Berezniki (Russisch: Аэропорт Березники) is de luchthaven van de Russische stad Berezniki. De luchthaven ligt op 9 kilometer ten zuidoosten van Solikamsk in de kraj Perm. De luchthaven wordt vooral gebruikt door helikopters.